# جی داسیلوا
جی داسیلوا (انگلیسی: Jay Dasilva؛ زادهٔ ۲۲ آوریل ۱۹۹۸) بازیکن فوتبال اهل بریتانیا است.
از باشگاه‌هایی که در آن بازی کرده‌است می‌توان به باشگاه فوتبال چلسی اشاره کرد.
وی همچنین در تیم‌های ملی فوتبال England national under-16 football team، زیر ۱۷ سال انگلستان، زیر ۱۸ سال انگلستان، زیر ۱۹ سال انگلستان، زیر ۲۰ سال انگلستان، و زیر ۲۱ سال انگلستان بازی کرده‌است.